# René Piot
René Piot, né le 14 janvier 1866 à Paris et mort le 24 avril 1934 dans la même ville, est un peintre, élève de Pierre Andrieu puis de Gustave Moreau, et décorateur de théâtre. Il est lié aux cercles d'Henri Matisse et de Georges Braque.

## Créations
- Le Chagrin dans le palais de Han, 1911
- La Péri, 1912
- Siang-Sin, ballet-pantomime de Georges Hüe, 1924
- Un jardin sur l'Oronte, 1932